# Họ Nhái sừng
Họ Nhái sừng (danh pháp khoa học: Hemiphractidae) là một họ nhái phân bố ở Nam Mỹ và Trung Mỹ.

## Lịch sử phân loại
Trước đây, nhóm nhái này được xếp trong phân họ Hemiphractinae thuộc họ Nhái bén. Nghiên cứu của Darst và ctv (2004) cho thấy Hemiphractinae (sensu lato) là đa ngành và không có quan hệ họ hàng gần với phần còn lại của Hylidae. Faivovich và ctv (2005) thu được kết quả tương tự và chuyển "Hemiphractinae" ra khỏi họ Hylidae, đưa vào tổ hợp "Leptodactylidae" (sensu lato, một hạng (grade) hay nhánh cơ sở của nhóm nhái Hyloidea, không phải họ Leptodactylidae sensu stricto) để làm cho họ Hylidae trở thành đơn ngành. Wiens và ctv (2005) cũng cho thấy Hemiphractinae (sensu lato) không thuộc về họ Hylidae, nhưng công nhận nó như là họ Hemiphractidae. Tuy nhiên, Wiens và ctv (2006) lại nhận thấy "Hemiphractinae" là không đơn ngành. Frost và ctv (2006) đưa ra kết luận rằng "Hemiphractinae" như định nghĩa trước đây bao gồm 3 đơn vị phân loại chỉ có quan hệ họ hàng xa về mặt phát sinh chủng loài, được họ tách ra thành ba họ: Amphignathodontidae (Flectonotus + Gastrotheca), Cryptobatrachidae (Cryptobatrachus + Stefania) và Hemiphractidae (Hemiphractus).
Wiens và ctv (2007) thừa nhận tính đơn ngành của Hemiphractidae (sensu lato) vì mục đích phân tích các mối quan hệ của Hemiphractidae và sử dụng các ngoại nhóm có thể được coi là nội nhóm trong sắp xếp phát sinh chủng loài của Frost và ctv. (2006). Guayasamin và ctv (2008) coi Amphignathodontidae, Cryptobatrachidae và Hemiphractidae tạo thành một nhóm đơn ngành, được họ gọi chung là Hemiphractidae. Vitt và ctv (2009) đưa ra miêu tả phân loại chung cho ba họ Hemiphractidae, Cryptobatrachidae, Amphignathodontidae.

## Các chi
Họ Hemiphractidae được chia thành các chi sau:
- Hemiphractidae sensu stricto
  - Hemiphractus - nhái sừng (horned treefrog)
- Cryptobatrachidae
  - Cryptobatrachus - nhái ba lô (backpack frog)
  - Stefania - nhái khuân vác (carrying frog)
- Amphignathodontidae
  - Flectonotus
  - Gastrotheca - nhái túi (marsupial frog)

## Hình ảnh

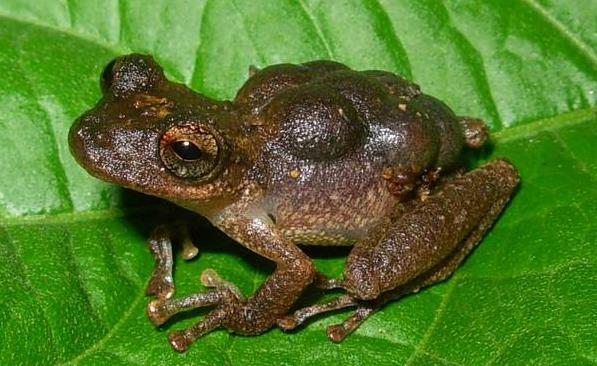
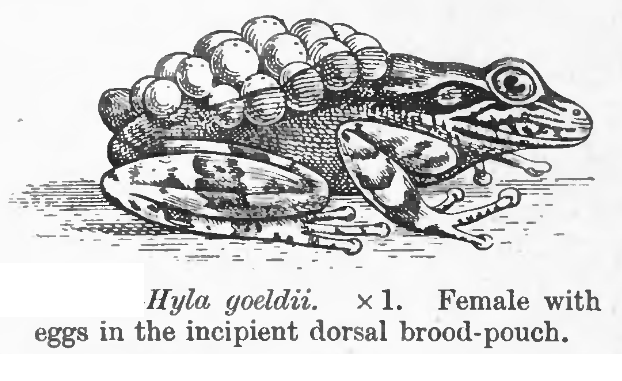
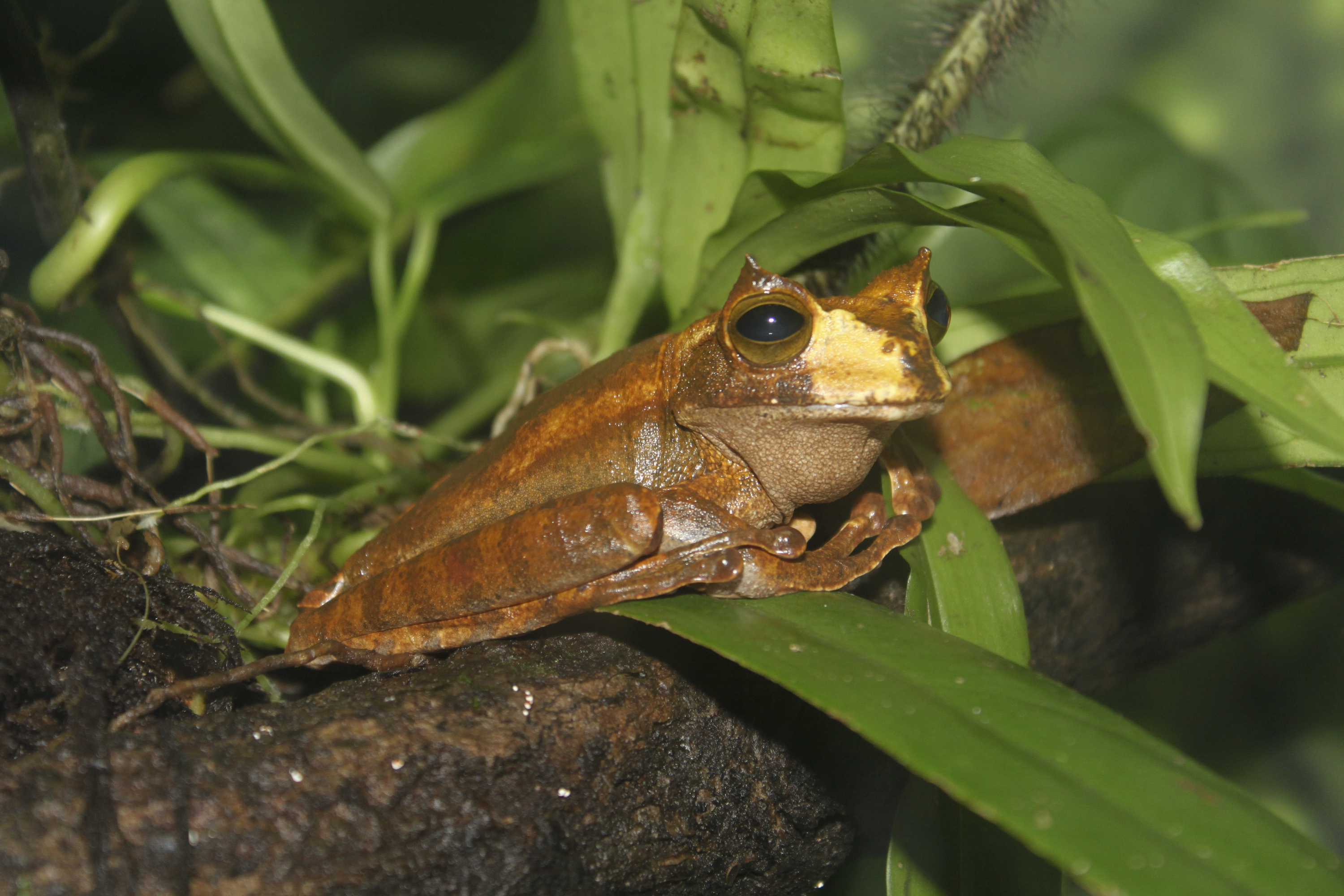